# Anthaxia hungarica
Anthaxia hungarica es una especie de coleóptero polífago de la familia Buprestidae común en Europa. Es la especie europea de mayor tamaño del género Anthaxia, con hasta 15 mm de longitud.
Su coloración es verde brillante, dorada, azul o violeta; la hembra tiene la frente, los costados del pronoto y toda la parte ventral púrpura. Los machos tienen las antenas más largas y los fémures posteriores dilatados.

## Biología y ecología
Las larvas perforan ramas y troncos de Quercus (Quercus ilex, Quercus pubescens Quercus coccifera), actuando normalmente como parásito secundario, es decir, se desarrolla en árboles enfermos o moribundos, pero puede atacar árboles jóvenes provocando su muerte. Los adultos vuelan a pleno sol en primavera y verano y se alimentan de polen, sobre todo de compuestas.

## Distribución
Anthaxia hungarica es propia del área circunmediterránea alcanzando el sur de Alemania, Austria y la República Checa; por el este se extiende hasta Anatolia, Rusia meridional e Irán.